# Joe Karnes
Joe Karnes je americký rockový baskytarista a kontrabasista.
V letech 1994 až 1997 byl členem skupiny Imperial Drag, s níž vydal jedno studiové album. V roce 2005 se stal členem doprovodné skupiny Johna Calea, hrál v jedné písni z jeho desky Black Acetate (2005) a až do ledna 2010 jej doprovázel při koncertech (hraje na živém albu Circus Live). V roce 2010 se stal členem kapely Fitz and The Tantrums, s níž nahrál několik alb, a několik let rovněž působil ve skupinách Pedestrian a Desktop Rulers. Také pracoval jako studiový hudebník a hrál tak na albech mnoha hudebníků, mezi které patří Jesca Hoop, KT Tunstall, Lindsey Ray nebo skupina Hanson.
Mezi své největší vzory řadil baskytaristu Jamese Jamersona.

## Diskografie
| Název alba                                    | Interpret             | Rok vydání |
| --------------------------------------------- | --------------------- | ---------- |
| Imperial Drag                                 | Imperial Drag         | 1996       |
| Eyedollartree                                 | Blood of Abraham      | 2000       |
| Merrick                                       | Merrick               | 2001       |
| Drive Around a Lot Hard and Fast Driving Club | Merrick               | 2001       |
| These Are Color Days                          | John Gold             | 2002       |
| Eyedollartree                                 | Blood of Abraham      | 2003       |
| Persephonics                                  | Maimou                | 2004       |
| Siren Songs                                   | Gretchen Lieberum     | 2005       |
| Influence of Geography                        | The Southland         | 2005       |
| Everything Was Beautiful and Nothing Hurt     | Lily Holbrook         | 2005       |
| Black Acetate                                 | John Cale             | 2005       |
| Ghostly Life                                  | Pedestrian            | 2006       |
| Circus Live                                   | John Cale             | 2007       |
| The Hunter's Lullaby                          | Raine Maida           | 2007       |
| The Young Eyes                                | Sara Lov              | 2008       |
| Back & Fourth                                 | Pete Yorn             | 2009       |
| Heartbeat EP                                  | Yael Meyer            | 2009       |
| Bells                                         | Laura Jansen          | 2009       |
| A Moment You Never Dreamed                    | Rie Sinclair          | 2009       |
| Eat Your Sad                                  | Jay Matsueda          | 2009       |
| Santa Stole My Lady                           | Fitz and the Tantrums | 2010       |
| Hunting My Dress                              | Jesca Hoop            | 2010       |
| Goodbye from California                       | Lindsey Ray           | 2010       |
| Devil's Made a New Friend                     | Jarrod Gorbel         | 2010       |
| I Am the River                                | Sam Peters            | 2010       |
| Dream Parade                                  | Dotan                 | 2011       |
| En t’attendant                                | Mélanie Laurent       | 2011       |
| Gathering Mercury                             | Colin Hay             | 2011       |
| Loudmouth                                     | Jim Bianco            | 2011       |
| Tunnel Vision                                 | Holland Greco         | 2012       |
| Anthem                                        | Hanson                | 2013       |
| More Than Just a Dream                        | Fitz and the Tantrums | 2013       |
| Driving Toward the Sun                        | Susan James           | 2013       |
| The Complete Kismet Acoustic                  | Jesca Hoop            | 2013       |
| Ask Me to Dance                               | Minnie Driver         | 2014       |
| Fitz and the Tantrums                         | Fitz and the Tantrums | 2016       |
| Kin                                           | KT Tunstall           | 2016       |
| Wow and Flutter                               | Amilia K. Spicer      | 2017       |
| String Theory                                 | Hanson                | 2018       |
| All the Feels                                 | Fitz and the Tantrums | 2019       |
| Golden State                                  | KT Tunstall           | 2020       |
| Let Yourself Free                             | Fitz and the Tantrums | 2022       |